# Konsument (biologi)
En konsument är i biologin en organism i en ekologisk näringskedja som bryter ner och konsumerar biomassa för sin överlevnad. Konsumenterna kan därmed inte själva framställa någon näring.  Detta till skillnad från producenten, som tillverkar biomassa från organiska ämnen. Konsumenterna benämns även som heterotrofer eftersom de inte kan binda kol och i stället använder  organiskt kol för sin tillväxt. Konsumenter kommer efter producenten i näringsvävet eller näringskedjan.

## Klassifikation
Konsumenterna ses vanligtvis som rovdjur såsom varg och hyena. Men växtätande djur och parasitsvampar är också konsumenter. Vissa köttätande växter, såsom venus flugfälla, klassificeras som både producenter och konsumenter, eftersom de får energi från både solljus och kött från insekter och spindeldjur. Dessutom får dessa köttätande växter andra näringsämnen direkt ur marken via sina rötter, så tekniskt kan dessa även anses vara omnivorer.
Vidare kan kannrankor övertäcka regnskogsmarken med sina kannor. Det har föreslagits att de med hjälp av dessa kan fånga upp vegetativ detritus som faller ner från de överhängande regnskogskronorna. Så kanske kan kannrankor komplettera sin köttätande kost med en lite vegetariskt tilltugg.

## Nivåer

Näringsväv som visar organismer i en färskvattensjö och deras trofiska nivåer.

Inom en ekologisk näringskedja så kan konsumenterna delas in i tre grupper: primära konsumenter, sekundära konsumenter och tertiära konsumenter. Primära konsumenter är vanligtvis herbivorer och lever på växter och svampar. Sekundära konsumenter är emellertid huvudsakligen karnivorer och äter andra djur. Vissa djur, exempelvis människan, är dessutom omnivorer och kan äta både växter och djur; Även dessa kan betraktas som sekundära konsumenter. Ett djur som äter både växter och andra djur är således en primär konsument i en näringskedja och en sekundär konsument i en annan. Tertiära konsumenter, ibland även kända som toppkonsumenter, befinner sig oftast högst upp på näringskedjan och är ofta kapabla att livnära sig på både sekundära konsumenter och primära konsumenter. De är antingen fullständiga karnivorer eller omnivorer.

## Betydelse för ekosystemet
Konsumenterna dominerar det mesta av sin näringskedja. De har viktiga roller att spela i ett ekosystem, som att balansera näringskedjan genom att hålla nere djurpopulationer till ett rimligt antal. Utan lämplig balans kan ett ekosystem kollapsa och orsaka en nedgång av alla berörda arter. Detta kommer att leda till ett hårt drabbat ekosystem, och en icke-funktionell näringsväv.